# Laredomyidae
Famille
Les Laredomyidae forment une famille éteinte de rongeurs ayant vécu au cours du Lutétien (Éocène moyen), il y a environ 45 Ma (millions d'années).

## Liste des genres
Selon Paleobiology Database (15 avril 2015) :
- † Laredomys.